# U-479
Unterseeboot 479 foi um submarino alemão do Tipo VIIC, pertencente a Kriegsmarine que atuou durante a Segunda Guerra Mundial.

## Comandantes
| Comandante                   | Data                                           |
| ---------------------------- | ---------------------------------------------- |
| Oblt. Hans-Joachim Förster   | agosto de 1943 - agosto de 1943                |
| Oblt. Friedrich-Wilhelm Sons | 27 de outubro de 1943 - 15 de novembro de 1944 |

## Subordinação
Durante o seu tempo de serviço, esteve subordinado às seguintes flotilhas:
| Período                                      | Flotilha                                  |
| -------------------------------------------- | ----------------------------------------- |
| 27 de outubro de 1943 - 31 de julho de 1944  | 5. Unterseebootsflottille (treinamento)   |
| 1 de agosto de 1944 - 15 de novembro de 1944 | 8. Unterseebootsflottille (serviço ativo) |